# Teatro municipale Romolo Valli
Il Teatro municipale Romolo Valli è un teatro d'opera situato in piazza Martiri del 7 luglio 1960, nel centro storico di Reggio Emilia. Si affaccia su una delle più importanti piazze cittadine, sulla quale si affacciano l'altro teatro cittadino, il teatro Ariosto, la Galleria San Rocco e i Giardini Pubblici.

## Storia
L'edificio teatrale fu costruito tra il 1852 ed il 1857. Fu ideato e condotto a termine dall'architetto modenese Cesare Costa e i lavori furono diretti dall'ingegnere reggiano Antonio Tegani seguendo il modello del precedente Grand Théâtre de Bordeaux.
La sala interna si presenta come un tradizionale teatro d'opera italiano, con pianta a ferro di cavallo e cinque ordini di palchi.
Il teatro fu inaugurato il 21 aprile 1857 con l'opera Vittor Pisani del musicista Achille Peri (1813-80). L'ampia costruzione, sorta su parte dell'area dell'antica cittadella, demolita all'inizio del XIX secolo, costò lire 1.683.000.

## Descrizione

### Dimensioni
L'edificio ha pianta rettangolare di  m 80x43.60 con aggiunte anteriormente due logge pure rettangolari di  m 26,40 x 5,20. Copre un'area di m2 3763. La facciata misura m. 54. La sala aveva una capacità media di 1.609 spettatori (oggi ridotti a 1.150), e dopo le modifiche del 1907 (la cassa armonica fu collocata in trincea accorciando il palcoscenico) misura m. 22,60 per 18.40. II palcoscenico profondo m. 26,60, largo m. 31,20, ha 56 camerini per artisti e 16 sale per le masse. Il teatro conta anche una vasta sala superiore che è stata utilizzata come scuola di scenografia.

### Esterno
Presenta una facciata neoclassica su due ordini, in laterizio e marmo, con colonne tuscaniche al piano terra e paraste ioniche al primo piano. Sulla trabeazione sono poste statue allegoriche. Al piano inferiore il teatro presenta 19 colonne tuscaniche in granito.
Nei sette medaglioni fra le porte Paolo Aleotti scolpì i grandi autori del teatro greco, Menandro, Sofocle, Euripide, Aristofane. La parte superiore, terminata dal coronamento a mensole con attico, è scompartita da lesene ioniche anch'esse di granito con finestre e, al di sopra, bassorilievi allegorici. La decorazione e il coronamento proseguono sulle logge laterali formate da arcate a tutto sesto su pilastri.
Le statue dell'attico e delle logge furono scolpite da Prudenzio Lipeni, Ilario Bedotti, Giovanni Chierici, Antonio Giammai, Attilio Rabaglia. Quelle dell'attico, procedendo da sinistra a destra di chi osserva l'edificio, rappresentano:
Moderazione, Pudore, Pittura, Suono, Commedia, Estro, Danza, Scherzo, Favola, Diletto, Istruzione, Lavoro, Virtù, Dramma, Gloria, Vizio, Tragedia, Rimorso, Curiosità, Silenzio.
Sulla loggia ad ovest partendo dalla fronte, si nota:
Medea, Edipo, Achille, Marco Atilio Regolo.
Sulla loggia a est: La Concionatrice, il Punitore di sé stesso, Prometeo, Dedalo.

### Interno
L'interno fu decorato dal prof. Girolamo Magnani coadiuvato nel vestibolo e nell'atrio da Pasquale Zambini. Nel vestibolo sono posti i busti di Cesare Costa e Achille Peri e due medaglie dello scultore Ilarioli raffiguranti Plauto e Terenzio. L'atrio ha forma di ottagono allungato, con colonne e decori, fra cui le dodici Baccanti della volta (opera di Giuseppe Ugolini) e medaglie con punti a chiaroscuro (Magnani). I busti ai lati dell'ingresso rappresentano Cesare Pariati, scrittore melodrammatico (m 1733) e Francesco Fontanesi, rinnovatore della scenografia. Al sommo dello scalone che conduce al ridotto (dove aveva sede la Società del Casino, ora in Palazzo Tirelli) è il busto di Ludovico Ariosto di Ilario Bedotti.
Nella sala che ha forma ellittica prevalgono il bianco e l'oro, vi sono quattro ordini con 106 palchetti, il palco reale e una loggia. I dipinti allegorici del soffitto, da cui pende il lampadario di cristallo, sono opera di Domenico Pellizzi, artista reggiano, con allegorie del melodramma (lato della porta), a sinistra la commedia, a destra la tragedia, e infine la coreografia.
Il sipario fu dipinto da Alfonso Chierici che vi espresse "II Genio delle Arti che loro addita i più chiari uomini d'Italia perché in essi si inspirino e risorgano". Nel cartone il pittore aveva alluso all'Italia, ma il duca, non apprezzando il riferimento risorgimentale, fece dipingere un genio con la fiaccola rivolta verso il basso. Il secondo sipario (comodino) rappresenta una gran veduta di paese ed è opera dell'artista Giovanni Fontanesi.
Il terzo sipario "Siderea", usato soprattutto per la musica da camera, è stato realizzato dall'artista reggiano Omar Galliani nel 1991.
Il lato sinistro del palcoscenico ospita il pregevole organo Montesanti del 1815.

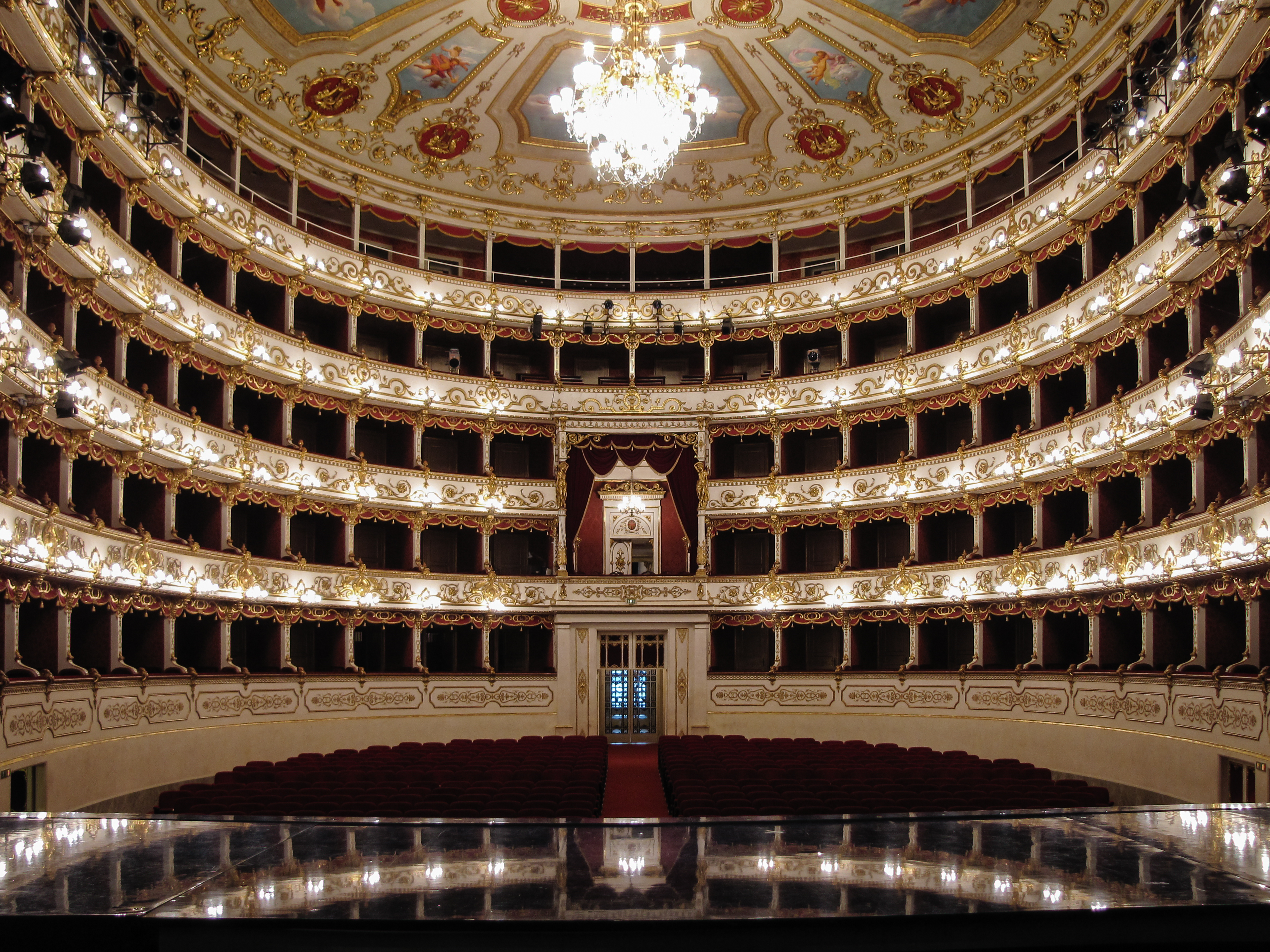
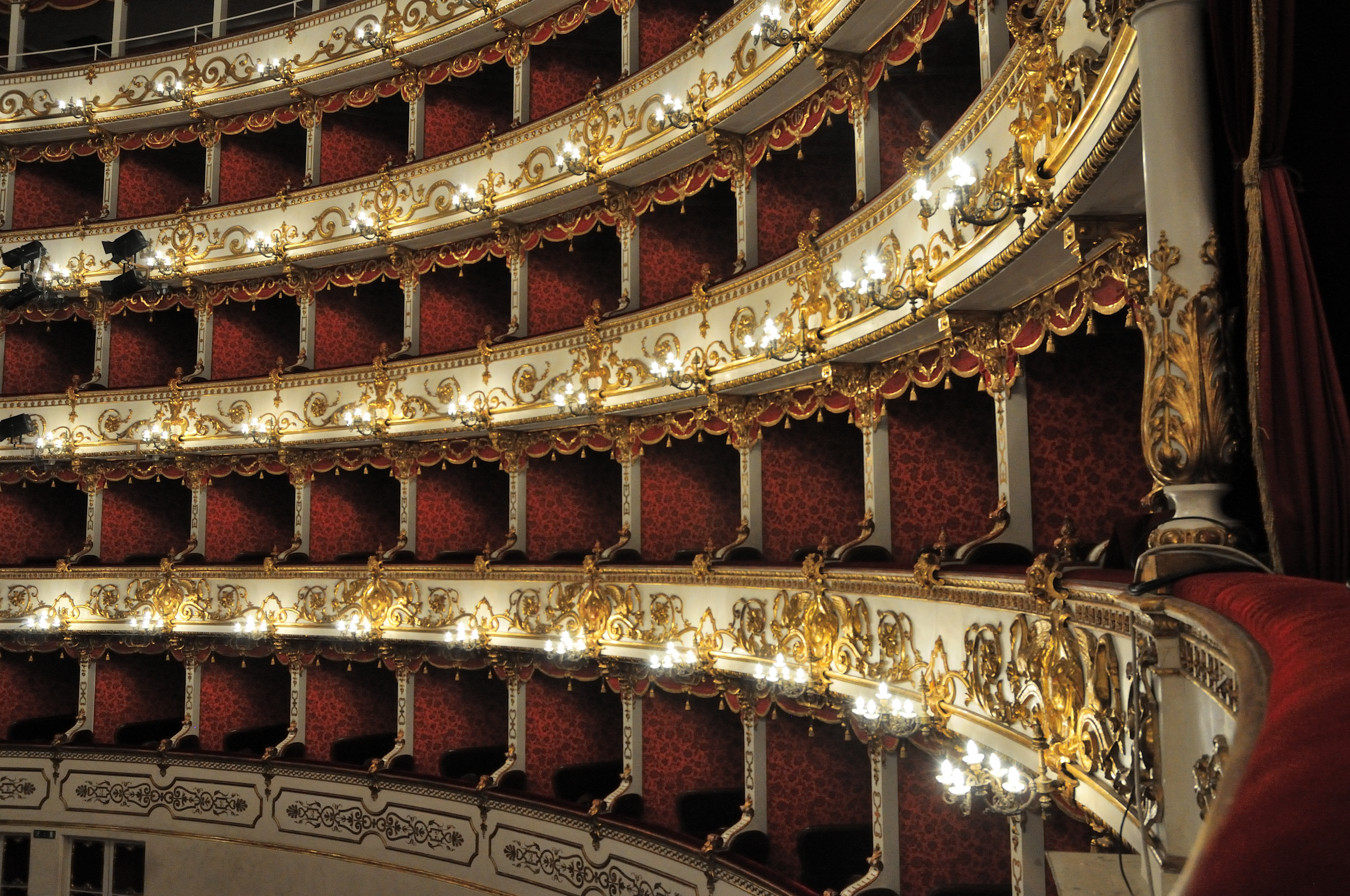
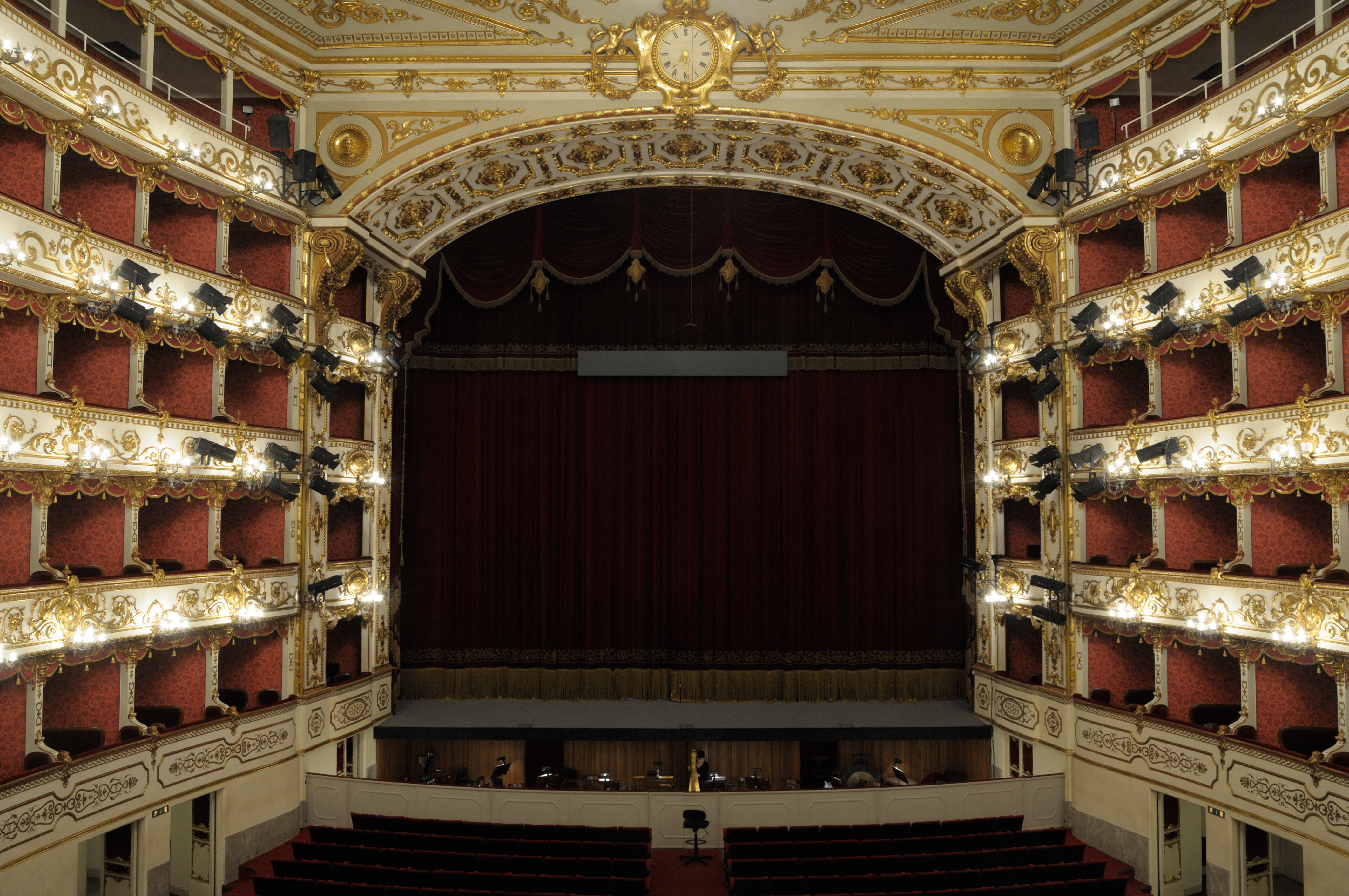
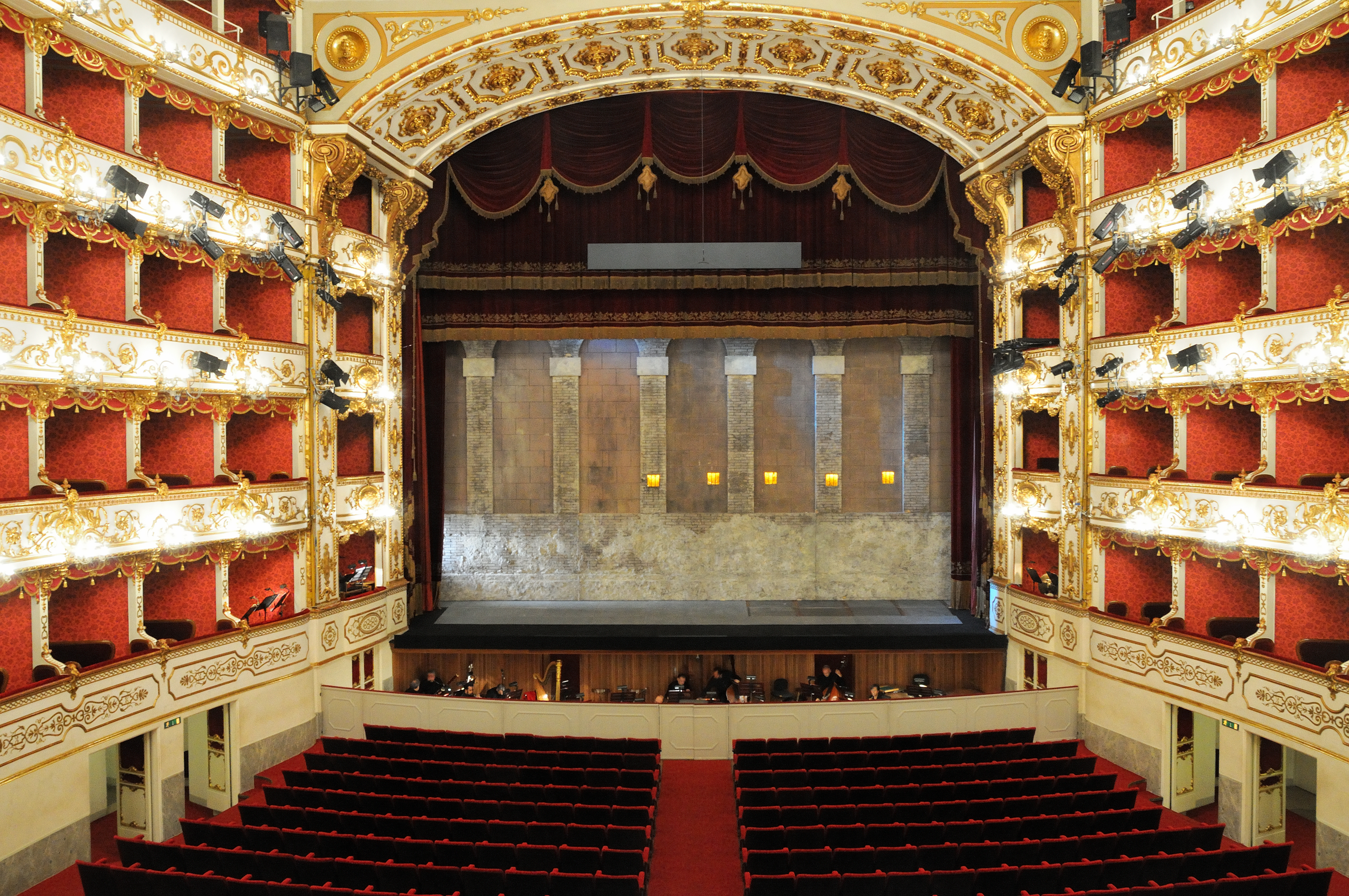
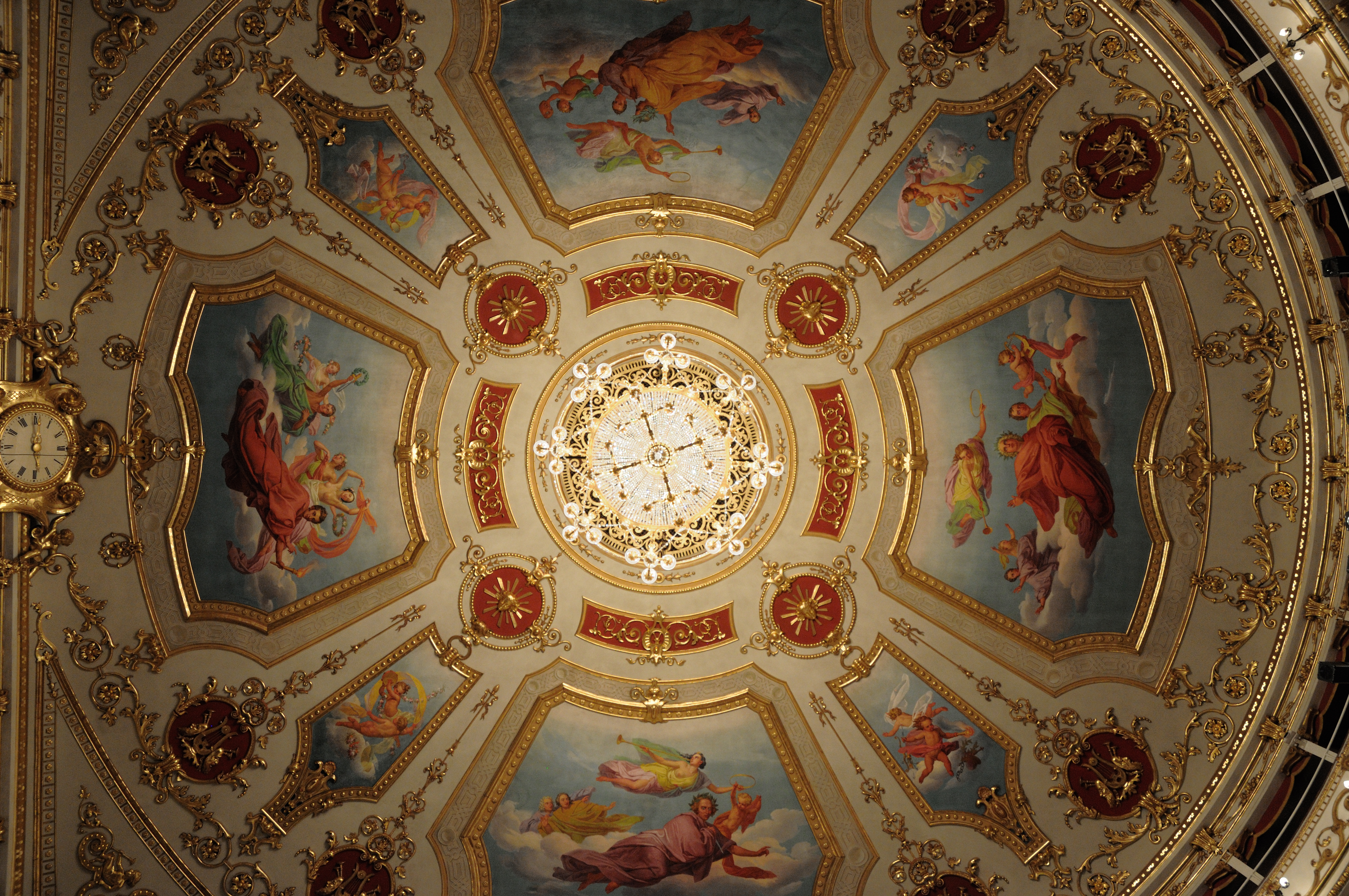
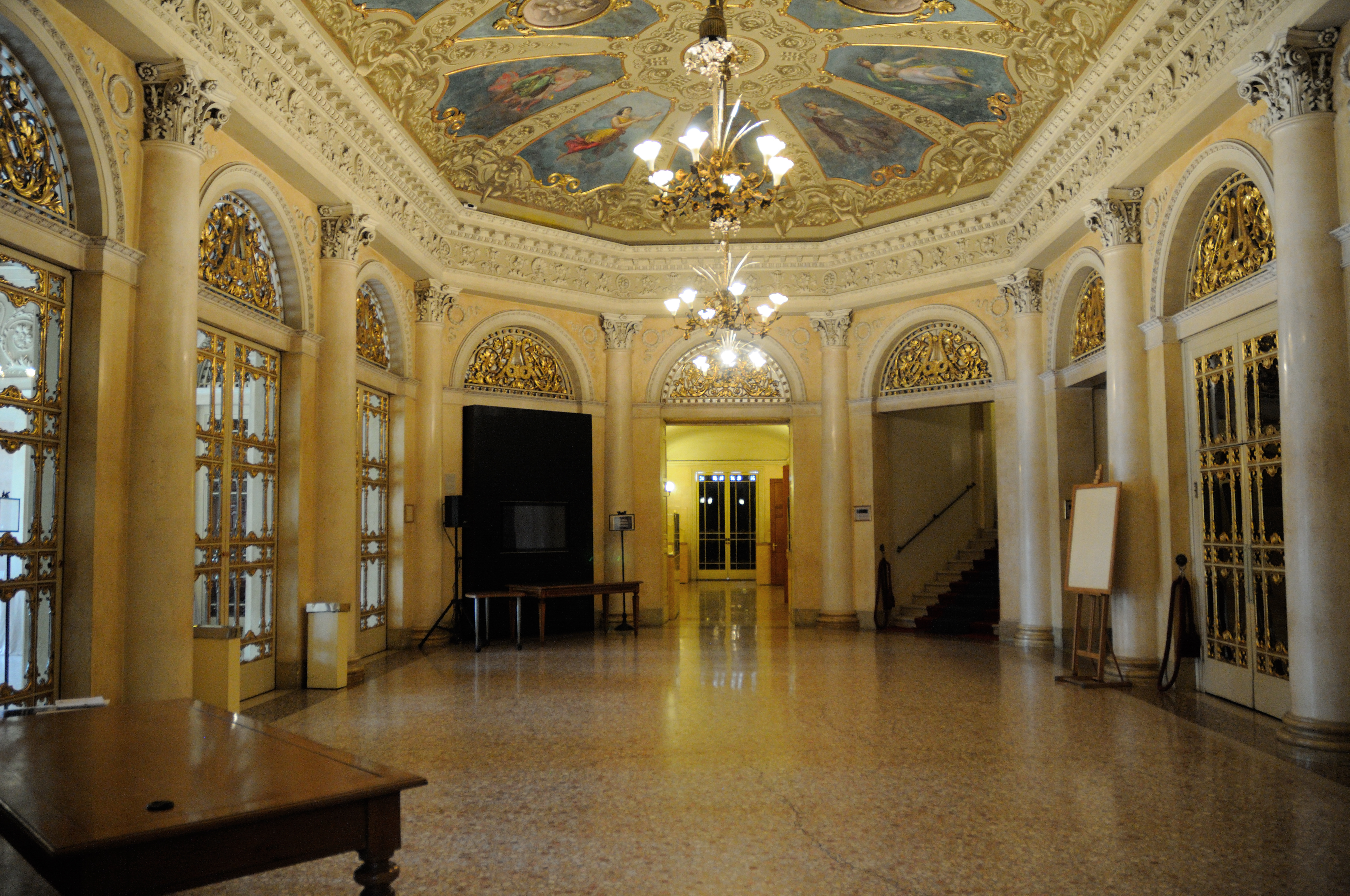
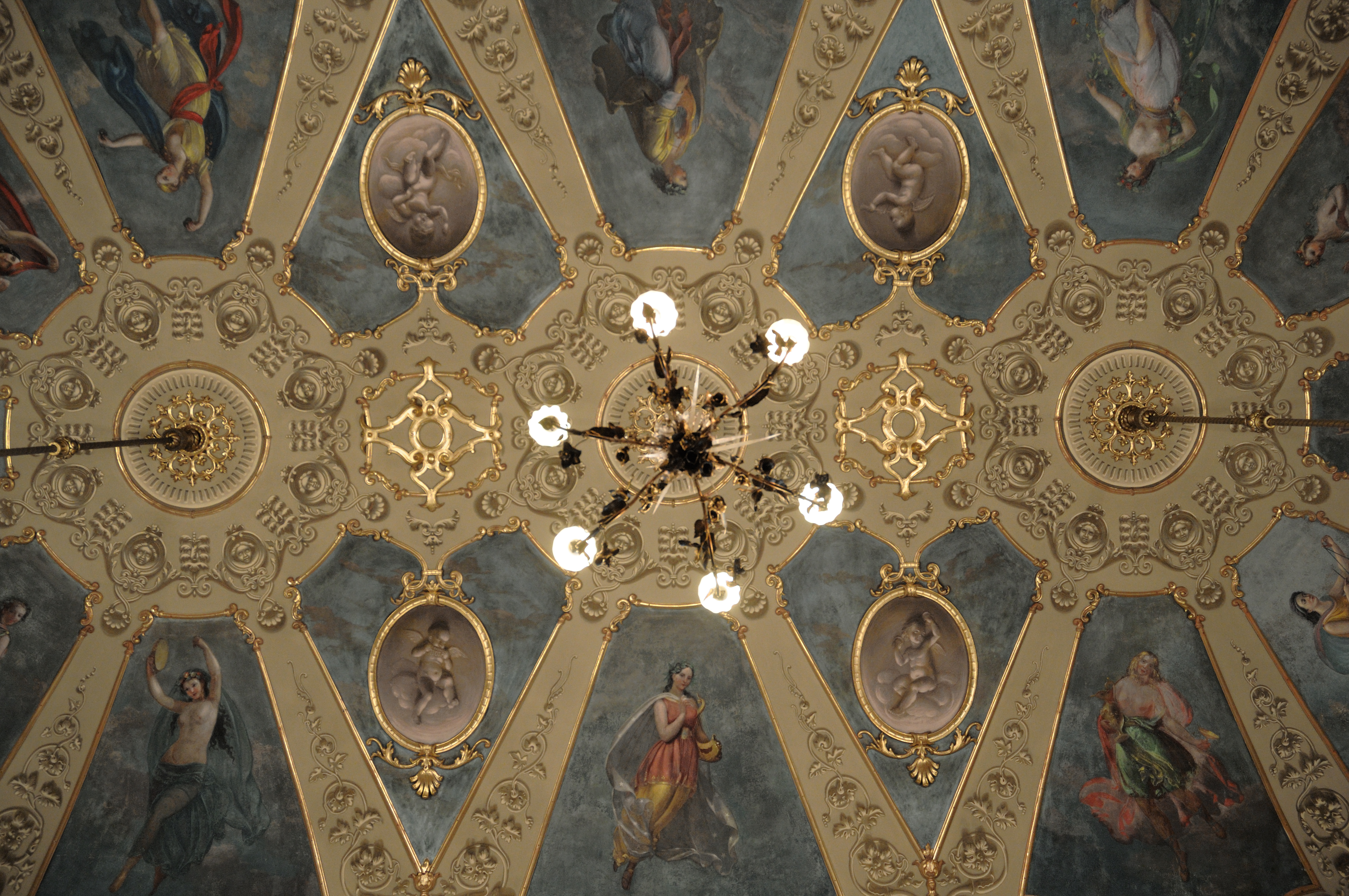
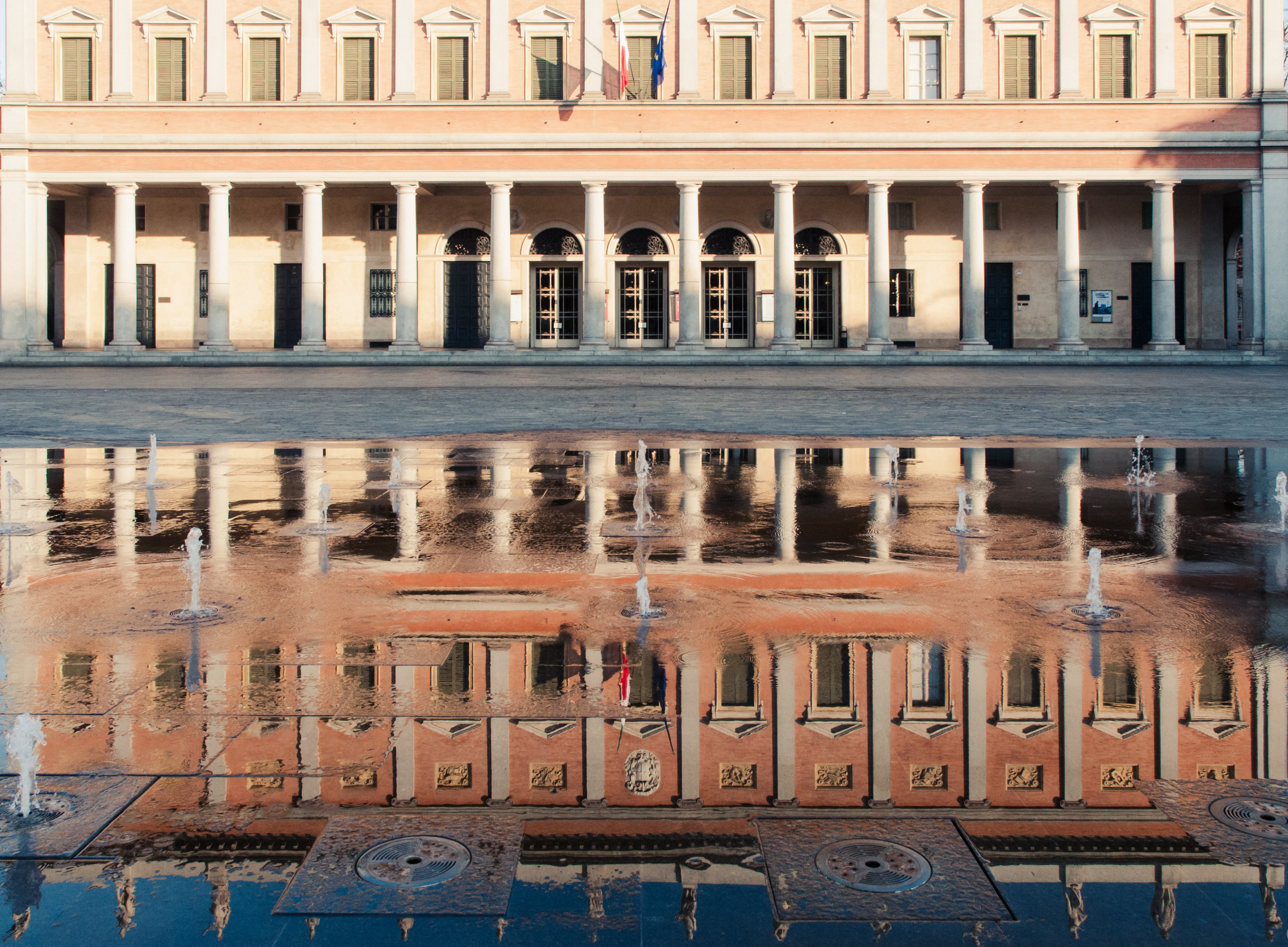
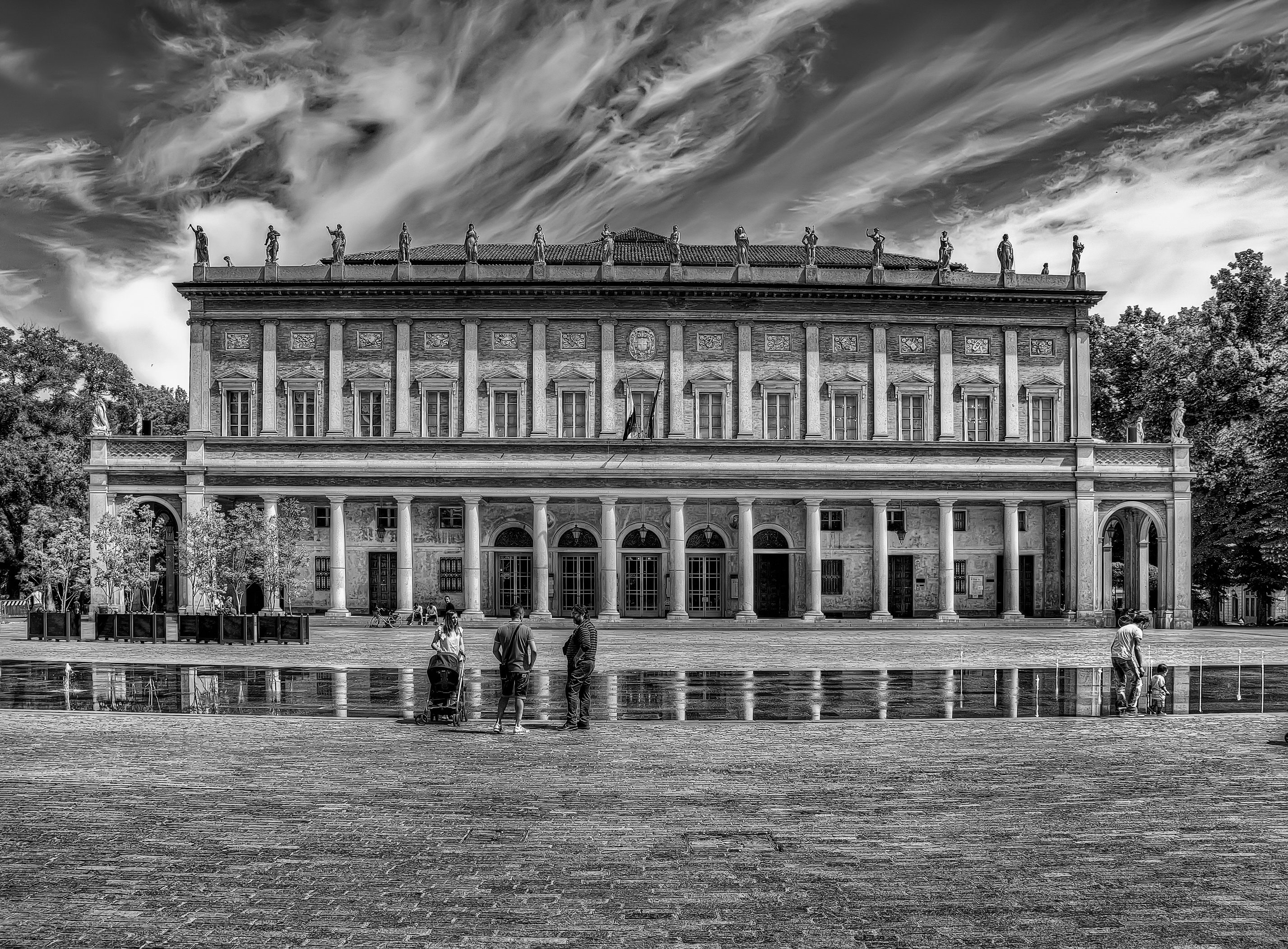

## Eventi storici
- L'11 febbraio 1882 avvenne la première di Il conte di Chatillon di Nicolò Massa.
- L'11 febbraio 1888 avvenne la première con successo di Asrael (opera) di Alberto Franchetti.
- Nell'aprile del 1899 Antonino Palminteri dirige al Municipale di Reggio Emilia l'opera: Manon Lescaut di Giacomo Puccini e la sinfonia Tannhäuser di Richard Wagner. Nella Stagione a cavallo degli anni 1904 e 1905 il M° Antonino Palminteri torna al Municipale di Reggio Emilia per dirigere La traviata di Giuseppe Verdi, La bohème di Giacomo Puccini e Germania di Alberto Franchetti. Il successo delle rappresentazioni fu così strepitoso che la Stampa così si espresse: "[..] Il merito principale di questa nobile fatica spetta al valoroso maestro Palminteri, artista pieno di coscienza, di sentimento e di finezza interpretativa. Il maestro Palminteri ha lavorato tenacemente, con la passione di un apostolo, alla preparazione dello spettacolo ed è riuscito, con l'ardore mirabile del suo temperamento siciliano, a formare un'orchestra quale difficilmente abbiamo avuto a Reggio in questi ultimi anni [...]".[1]
- Il 29 aprile 1961 debuttò in questo teatro Luciano Pavarotti, interpretando il ruolo di Rodolfo ne La bohème.
- L'11 settembre 1983 avvennero le prime esecuzioni assolute di "Epitaph" di Edison Vasiljevich Denisov e di "Estremità" di Giacomo Manzoni.
- Nel 1985 vi è svolta la prima edizione dell'Eurovision Young Dancers, concorso organizzato dall'UER dedicato ai giovani danzatori.